# Heliconius spadicarius
Heliconius spadicarius är en fjärilsart som beskrevs av Archibald C. Weeks 1901. Heliconius spadicarius ingår i släktet Heliconius och familjen praktfjärilar. Inga underarter finns listade i Catalogue of Life.